# Jacob Hellner
Jacob Hellner är en svensk musikproducent född  19 mars 1961. Som medlem i producentduon Bomkrash fick han stora framgångar inom svenskt musikliv under tidigt 1990-tal.
Han har producerat bland annat Stonecake, Clawfinger, Enter the Hunt, Fläskkvartetten, Papa Dee, Covenant, Dead by April, Backyard Babies, Mustasch, och producerat alla Rammsteins album fram till och med Liebe ist für alle da från 2009. Han gjorde även musiken till tv-serien Dirigenten.